# Der Gefallen, die Uhr und der sehr große Fisch
Der Gefallen, die Uhr und der sehr große Fisch (Originaltitel: The Favour, the Watch and the Very Big Fish) ist eine britische Filmkomödie aus dem Jahr 1991 von Ben Lewin. In den Hauptrollen spielten Bob Hoskins, Natasha Richardson und Jeff Goldblum. Der Film entstand nach einer Vorlage des französischen Schriftstellers Marcel Aymé.

## Handlung
Louis Aubinard, ein bescheidener Fotograf mittleren Alters, hat sich auf religiöse Bilder spezialisiert. Louis lebt in einer kleinen Wohnung in Paris mit seiner psychotischen Schwester Elizabeth, die schreckliche Mahlzeiten kocht, unter anderem einen Brei aus gehacktem Schwertfisch. Sein Arbeitgeber, Norbert, ein angesehener Händler für religiöse Artikel, hat eine Serie von Porträts der Heiligen in Auftrag gegeben. Norbert beschließt, ihr nächstes Projekt, Johannes den Täufer, zu verwerfen und sich direkt Jesus zuzuwenden. Louis, der bereits knapp bei Kasse ist, droht die Entlassung, wenn er kein geeignetes Modell für Jesus findet. Louis’ Freund Zalman ist ebenfalls besorgt, da er für das abgesagte Foto als Johannes der Täufer hätte posieren sollen, und nun gefährdet seine Grippe einen anderen Job als Synchronsprecher, den er unbedingt behalten will. Er bittet Louis, ihm einen Gefallen zu tun und seine Rolle zu übernehmen, bis er wieder gesund ist.
Trotz seiner schrecklichen Situation willigt Louis ein und geht zu Zalmans Job, der sich als Synchronisation für Pornofilme entpuppt. Unter Schock stehend, nimmt er seinen Platz neben Sybil ein. Benommen und traumatisiert hat er versehentlich einen lauten, intensiven Orgasmus, der Sybil beeindruckt. Sie verabreden sich, und Louis stellt sich als Zalman vor, um die Abwesenheit seines Freundes zu überspielen.

## Auszeichnungen
- AWGIE Award 1992

## Rezeption
„Zähflüssige Komödie mit absurden Seitentrieben, deren satirische Attacken auf das Geschäft mit dem Glauben ebenso plump und stumpf bleiben wie die gesamte Handlung.“

„Bissige Satire auf Gutgläubigkeit und Geschäftemacherei mit Religion. – Blasphemie, Spott und der sehr große Spaß“